# Мариън (окръг, Орегон)
Окръг Мариън (на английски: Marion County) е окръг в щата Орегон, Съединени американски щати. Площта му е 3092 km², а населението - 284834 души (2000). Административен център е град Сейлъм.

## Градове
- Айдана
- Гейтс
- Детройт
- Джеферсън
- Джървейс
- Доналд
- Кайзър
- Маунт Ейнджъл
- Омсвил
- Орора
- Сейнт Пол
- Силвъртън
- Скотс Милс
- Стейтън
- Съблимити
- Удбърн
- Хъбард